# アレクサンドラ・ヴァンダヌート
アレクサンドラ・ヴァンダヌート（Alexandra Vandernoot, 1965年9月19日 - ）は、ベルギー出身の女優である。

## 出演作品

### テレビ
- ディープ シークレット ～殺人者の海～
- 暗黒の戦士 ハイランダー 誕生編
- 暗黒の戦士 ハイランダー 激闘編
- 暗黒の戦士 ハイランダー 野望編
- 暗黒の戦士 ハイランダー 死闘編
- 暗黒の戦士 ハイランダー 復讐編
- 暗黒の戦士 ハイランダー 超空編

### 映画
- ギャングスター
- メルシィ!人生（クリスティーヌ・ピニョン）
- ホスピタル・アラート
- 奇人たちの晩餐会（クリスティーヌ・ブロシャン）
- パンチ!
- 新・メグレ警視/国境の町
- 蒼い衝動